# José Bernardino Bormann
José Bernardino Bormann (Porto Alegre, 26 de setembro de 1844 — Rio de Janeiro, 1 de junho de 1919) foi um militar, historiador, escritor, jornalista e político brasileiro.

## Biografia
Filho de pai alemão, Wilhelm Bormann (vindo ao Brasil para participar do Corpo de Estrangeiros de D. Pedro I) e de mãe gaúcha, era o décimo filho do casal.
Em 1862 aos dezoito anos de idade alistou-se no Exército brasileiro, valendo-se de uma certidão do irmão mais velho. Participou da Guerra contra Aguirre, no Uruguai. Em 1865 partiu para a Guerra do Paraguai, no 5º Batalhão de Voluntários da Pátria, tomando parte do sítio de Uruguaiana e em outras batalhas importantes. Comandou uma bateria de artilharia, do regimento de Mallet, composta de alemães brummer. Terminada a guerra, foi ajudante de ordens do marechal Duque de Caxias, tendo o acompanhado em viagem à Europa.
Ao regressar da Europa, foi designado, em 1880, para fundar a Colônia Militar de Chapecó, também conhecida como Colônia de Xanxerê. Instala a colônia em 14 de março de 1882, chegando à área com um destacamento militar. Lá convidou os caboclos da região para que se instalassem no perímetro da colônia, conseguindo atrair quarenta famílias. Em 1884 já eram 58 casas, chegando a 74 um ano depois, com 196  habitantes, sem contar os soldados. Foi a única colônia de Santa Catarina formada com famílias caboclas da própria região, sem a participação de imigrantes europeus. Em 1893, a colônia possuía igreja, armazém, serraria a vapor, tipografia, telégrafo, onze edifícios públicos e 124 casas de colonos. Bormann permaneceu como diretor desta colônia por dezessete anos. Atuou como desbravador de terras e demarcador de fronteiras desta região. Também fundou o primeiro jornal da região, o Chapecó.
Pertencia ao Partido Republicano. Eleito vice-governador do Paraná, foi governador interino do Paraná, entre 3 de abril de 1899 e 10 de maio de 1899. Em 1901, foi eleito deputado estadual.
Foi chefe do Estado-Maior do Exército, entre 9 de julho 16 de outubro de 1909.
No Governo Nilo Peçanha, foi Ministro da Guerra, no período de 16 de outubro de 1909 a 15 de novembro de 1910.
Ingressou como praça no Exército em 1862, foi promovido a segundo-tenente em 1866, já em 1892 foi promovido a tenente-coronel, e a coronel em 1893, a general de brigada em 1899 e a general de divisão em 1908. Alcançou o posto de marechal e foi ministro do Superior Tribunal Militar de 16 de janeiro de 1911 a 6 de fevereiro de 1912.
Era bacharel em matemática e ciências físicas e foi o fundador do Instituto Histórico, Geográfico e Etnográfico do Paraná e também um dos fundadores do pioneiro Aeroclube Brasileiro, em 1911, no Campo dos Afonsos, no Rio de Janeiro. Agraciado cavaleiro da Imperial Ordem da Rosa, Imperial Ordem de Cristo e da Imperial Ordem de São Bento de Avis.
Foi escritor, romancista e tradutor de diversas obras. Historiador escreveu a destacada História da Guerra do Paraguai, 3 vol, 1897; Dias fraticidas, 1901, sobre a Revolução de 1893; Memórias da Revolução Federalista, 1901; A campanha do Uruguai, 1907; Rosas e o exército aliado, 1912; Campanha de 1851-52, 2 vols., 1916.
Era casado com Maria Benedita Bormann (1853-1895), sua sobrinha, também escritora que escreveu sob o pseudônimo Délia em vários jornais do Rio de Janeiro e folhetins alguns dos quais se tornaram livros. 

## Obras
- Dona Mariquinha de Passo do Carneiro
- Os amores de D. João III de Portugal
- Rosas e o Exército Aliado, 1912
- História da Guerra do Paraguai, 1889
- A Campanha do Uruguai, 1907
- O Marechal de Duque de Caxias, 1880
- De Caxias a Mitre
- A Batata de Leipzig
- Dias Fratricidas, 1901
- Memórias da Revolução Federalista, 1901